# Wolfgang Moser (Segler)
Wolfgang Moser (* 13. Mai 1965 in Wien) ist ein ehemaliger erfolgreicher österreichischer Segler in der Disziplin Tornado.
Moser, der zuerst mit Richard Sobota und dann mit Roman Hagara an Wettkämpfen teilnahm, feierte seine größten Erfolge mit Andreas Hagara.
Seit August 2007 ist er Geschäftsführer und Leiter des Österreichischen Leistungssport-Zentrums Südstadt in Maria Enzersdorf.

## Erfolge
- Vizeweltmeister 1999
- 2× Vizeeuropameister (1998, 1999); 3. Platz 2000
- 2× Weltrangliste 1. Platz (1995, 1998)